# بادي زابالا
بادي زابالا هو موسيقي فلبيني، ولد في 13 نوفمبر 1971 في مدينة زامبوانجا في الفلبين.

## وصلات خارجية
- بادي زابالا على موقع IMDb (الإنجليزية)
- بادي زابالا على موقع ميوزك برينز (الإنجليزية)
- بادي زابالا على موقع ديسكوغز (الإنجليزية)
- بادي زابالا على موقع قاعدة بيانات الفيلم (الإنجليزية)